# Alpina spitzi
Alpina spitzi är en fjärilsart som beskrevs av Hans Rebel 1906. Alpina spitzi ingår i släktet Alpina och familjen mätare. Inga underarter finns listade i Catalogue of Life.